# 喬木村

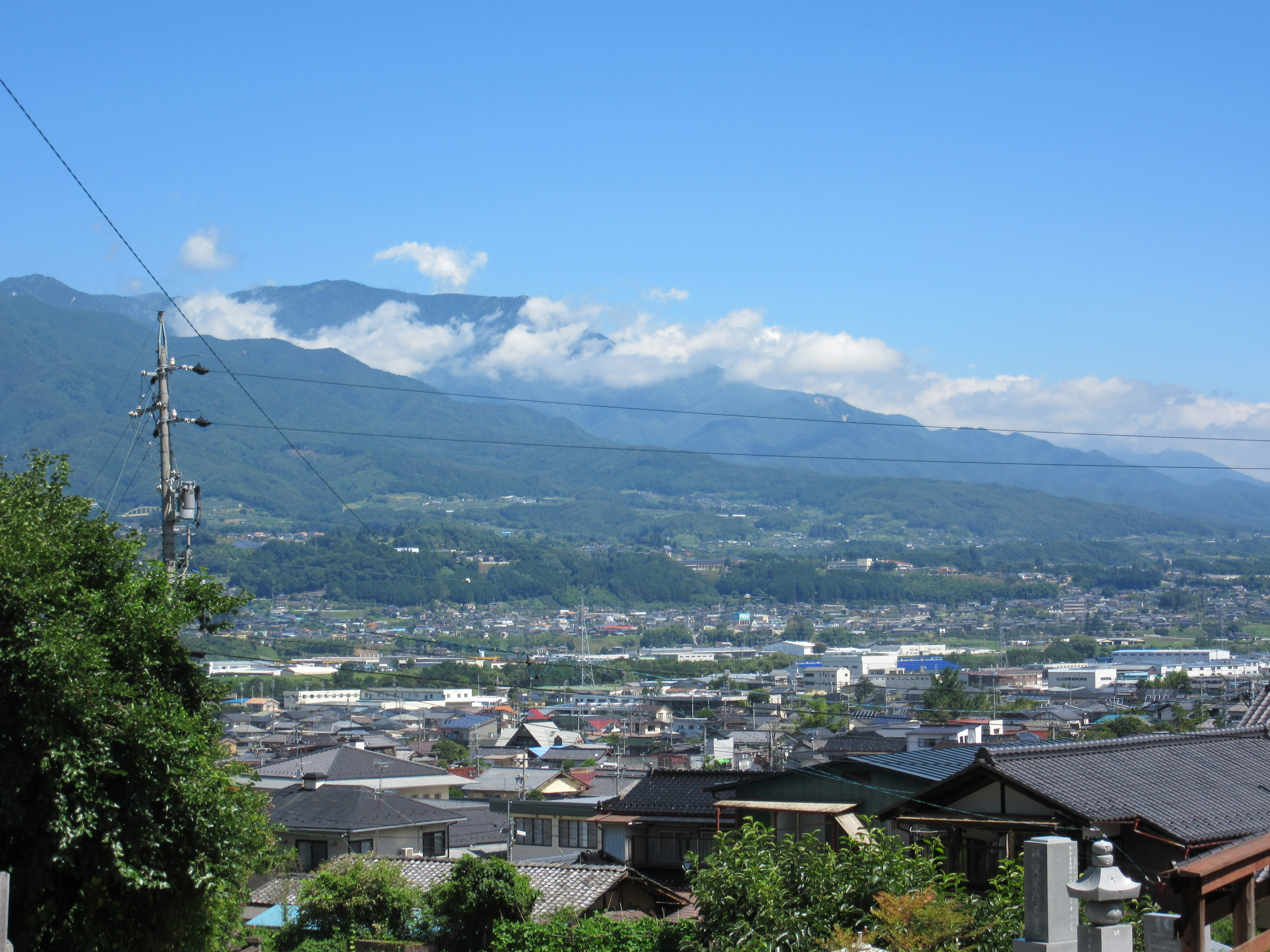
喬木村市街地（手前）

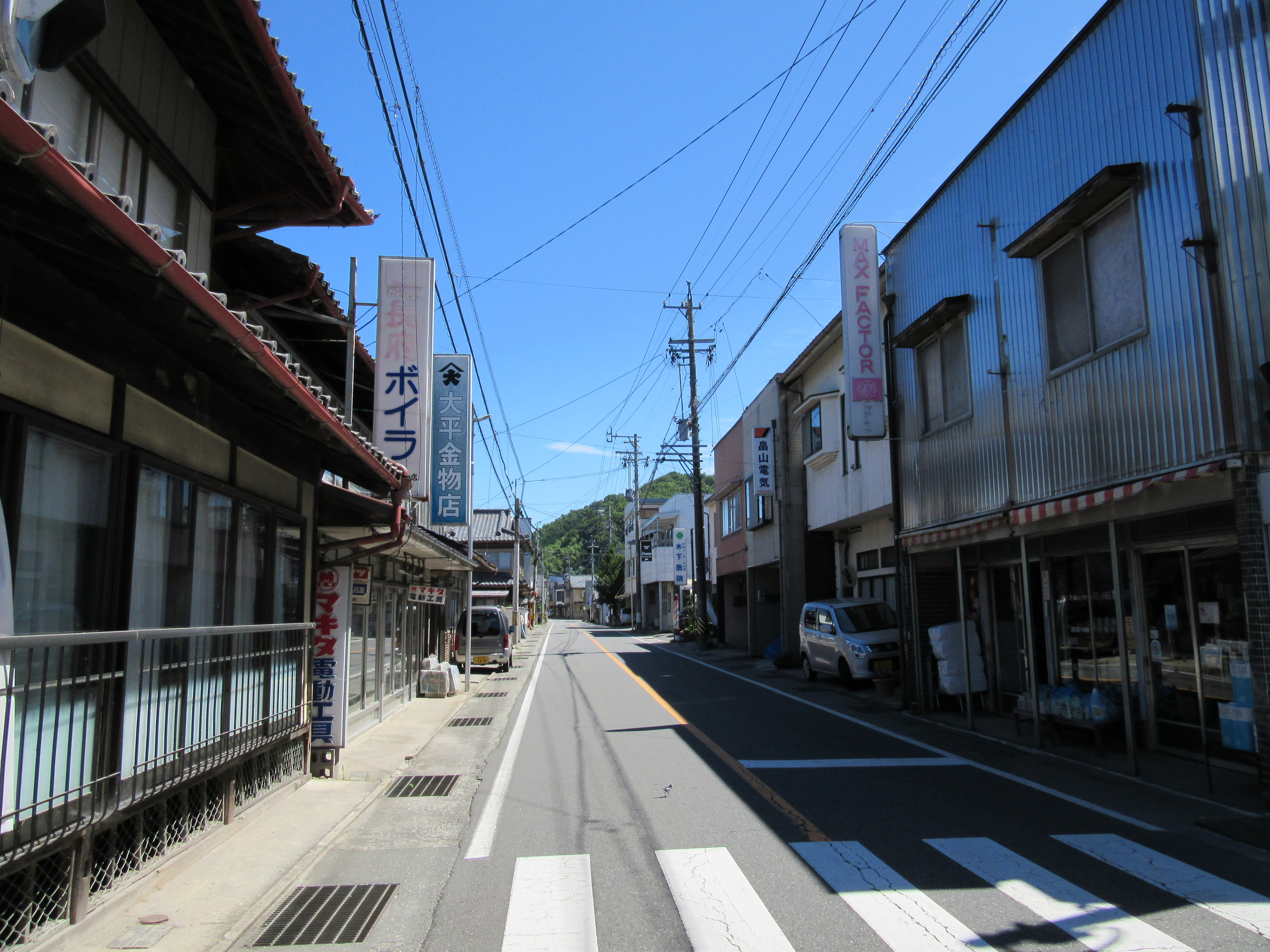
阿島地区の街並み

喬木村（たかぎむら）は、長野県下伊那郡の北部に位置する村。

## 地理
伊那谷（伊那盆地）を南流する天竜川の東岸河岸段丘上に位置している。

### 地区
- 阿島（あじま）
- 加々須（かかす）
- 大島（おおしま）
- 氏乗（うじのり）
- 大和知（おおわち）
- 富田（とみだ）
- 小川（おがわ）
- 伊久間（いくま）

以上の8地区から成る。郵便番号はそれぞれの地区に順番に「395-1101」から「395-1108」までが割り当てられているが、大字が編成されていないため登記上の正式な住所には地区名がつけられておらず、「喬木村6664」（喬木村役場、小川地区にある）のようにすべて番地のみとなっている。このため村内に届く郵便物には「395-1100」と書かれていることが少なくない。なお、近隣町村が鉄道郵便局の名残を受ける「399-xxxx」の郵便番号であるのに対し、喬木村は「395-11xx」であるため注意が必要（もっとも「399-11xx」という郵便番号は割り当て自体がされていない）。

### 隣接している自治体
- 飯田市
- 下伊那郡高森町、豊丘村

## 歴史
- 1875年（明治8年）1月23日 - 筑摩県伊那郡富田村、加々須村、阿島村、小川村及び伊久間村が合併して、喬木村が発足する。
- 1876年（明治9年）8月21日 - 長野県の所属となる。
- 1879年（明治12年）1月4日 - 郡区町村編制法の施行により、下伊那郡の所属となる。
- 1889年（明治22年）4月1日 - 町村制の施行により、喬木村の区域をもって、喬木村が発足する。

## 行政
- 歴代の村長 - 大平利次（2002年1月27日就任 2期目）
- 現在の村長 - 市瀬直史（2014年1月27日就任 3期目）

## 人口
| |                                        |  |
| 喬木村と全国の年齢別人口分布（2005年） | 喬木村の年齢・男女別人口分布（2005年） |  |
| ■紫色 ― 喬木村 ■緑色 ― 日本全国 | ■青色 ― 男性 ■赤色 ― 女性              |  |
| 喬木村（に相当する地域）の人口の推移 \| 1970年（昭和45年） \| 7,389人 \| \| \| 1975年（昭和50年） \| 7,204人 \| \| \| 1980年（昭和55年） \| 7,224人 \| \| \| 1985年（昭和60年） \| 7,304人 \| \| \| 1990年（平成2年） \| 7,242人 \| \| \| 1995年（平成7年） \| 7,111人 \| \| \| 2000年（平成12年） \| 7,089人 \| \| \| 2005年（平成17年） \| 6,912人 \| \| \| 2010年（平成22年） \| 6,692人 \| \| \| 2015年（平成27年） \| 6,310人 \| \| \| 2020年（令和2年） \| 5,973人 \| \| |                                        |  |
| 総務省統計局 国勢調査より |                                        |  |
| 1970年（昭和45年） | 7,389人                                |  |
| 1975年（昭和50年） | 7,204人                                |  |
| 1980年（昭和55年） | 7,224人                                |  |
| 1985年（昭和60年） | 7,304人                                |  |
| 1990年（平成2年） | 7,242人                                |  |
| 1995年（平成7年） | 7,111人                                |  |
| 2000年（平成12年） | 7,089人                                |  |
| 2005年（平成17年） | 6,912人                                |  |
| 2010年（平成22年） | 6,692人                                |  |
| 2015年（平成27年） | 6,310人                                |  |
| 2020年（令和2年） | 5,973人                                |  |

## 教育
- 喬木村立喬木中学校
- 喬木村立喬木第一小学校
- 喬木村立喬木第二小学校

## 経済

### 特産品
- 阿島傘
- イチゴ

### 企業
- エプソンダイレクト - ノートパソコン生産工場。

## 姉妹都市・提携都市
- 磐田市（静岡県）
  - 1983年（昭和58年）11月21日に竜洋町と提携。

## 交通

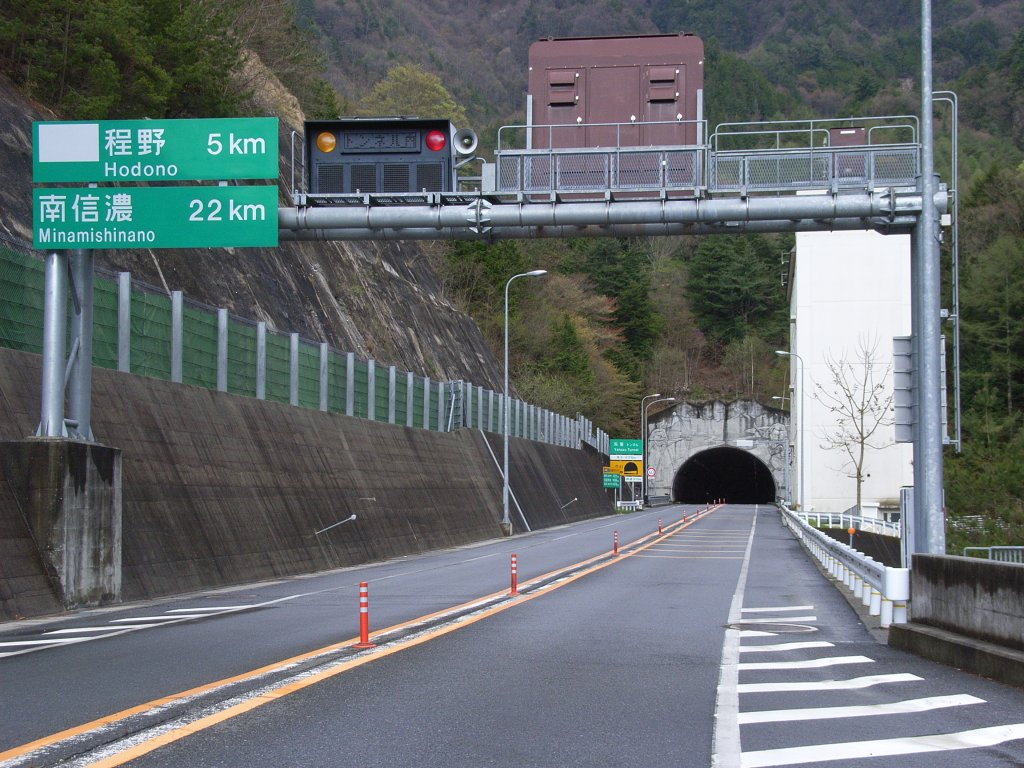
矢筈トンネル（喬木村側）

### 鉄道
村内を鉄道路線は通っていない。最寄り駅は、JR東海飯田線元善光寺駅。

### バス
- 信南交通
- 喬木村営バス

### 道路
- 三遠南信自動車道（国道474号）
  - 矢筈トンネル

喬木ICが同トンネル西側の村内に設置されている。隣接する飯田市に飯田上久堅・喬木富田ICが設置されている。将来的には氏乗ICが村内に設置される予定。

### ナンバープレート
南信州ナンバー
2025年5月7日以降、飯田市、下伊那郡各町村とともに、ご当地ナンバーである南信州ナンバーが割り当てられている。

## 名所・旧跡・観光スポット・祭事・催事
- 阿島陣屋 - 茶室「曙月庵」
- 阿島傘伝承館
- 阿島の大藤
- 氏乗の桜
- ポピー園
- 禍誤除けの滝
- 喬木村立椋鳩十記念図書館
- 矢筈公園キャンプ場

## 寺院
- 眞淨寺
- 法運寺
- 安養寺

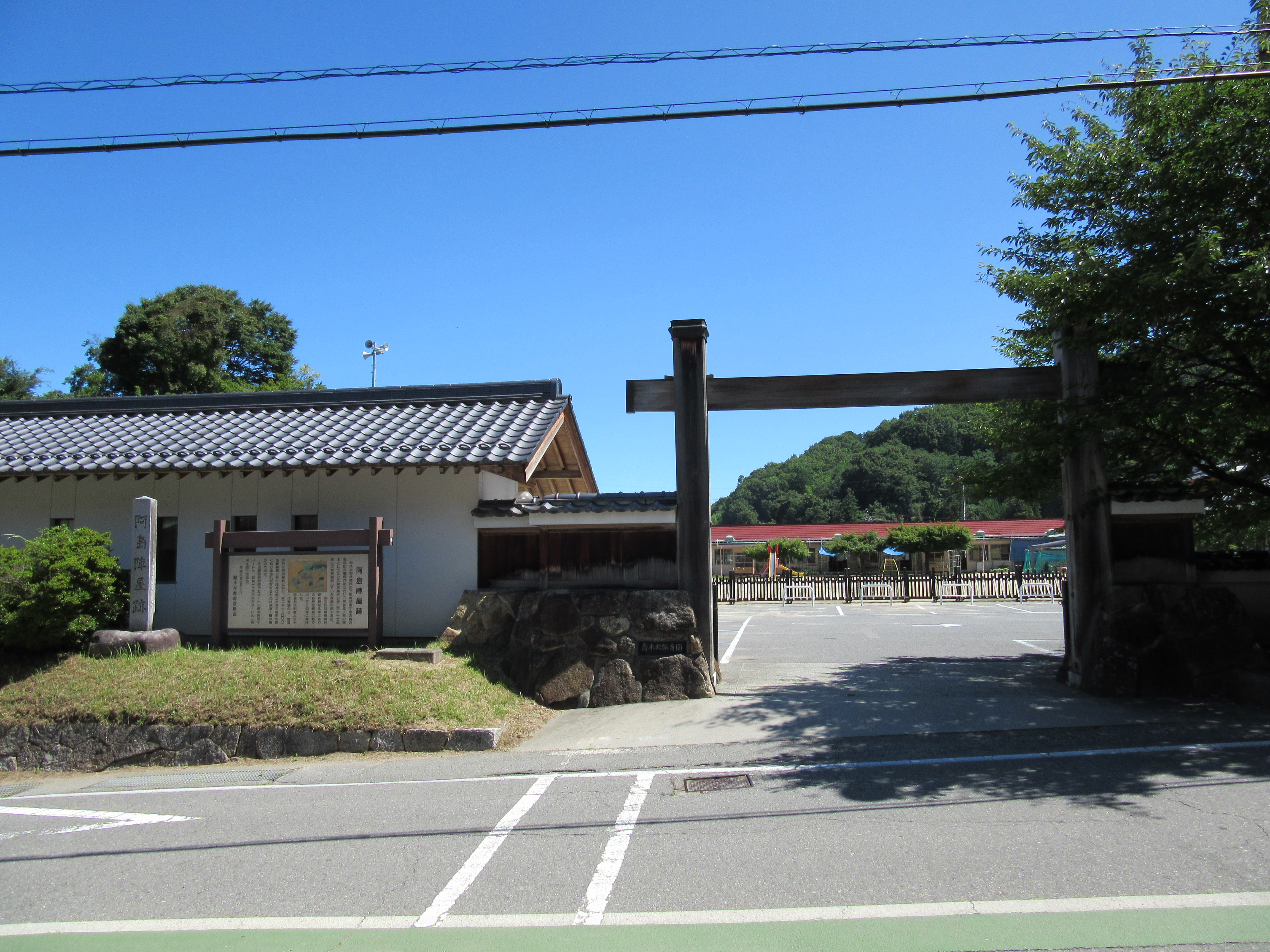
阿島陣屋跡（旧喬木北保育園）
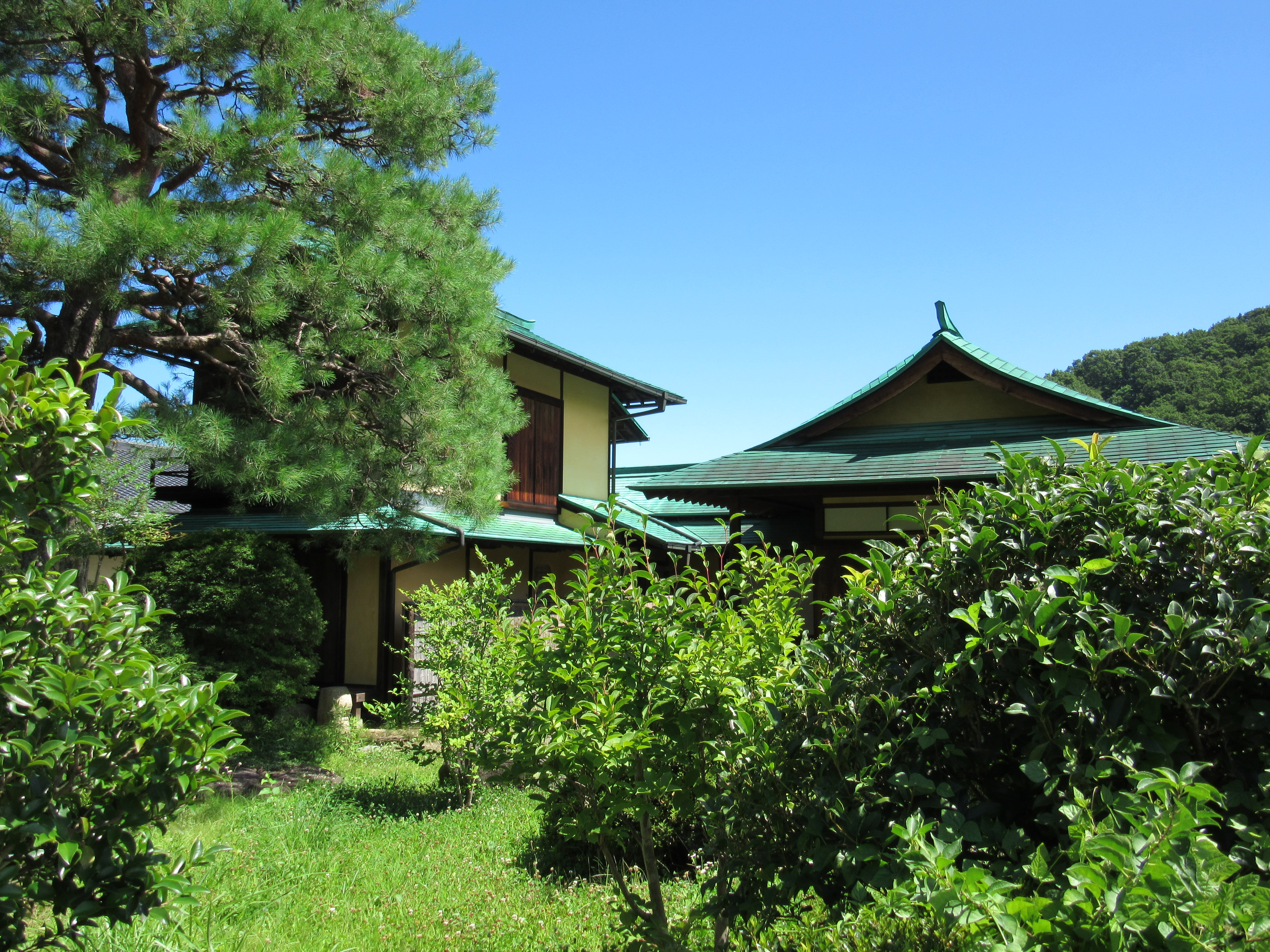
阿島陣屋 曙月庵
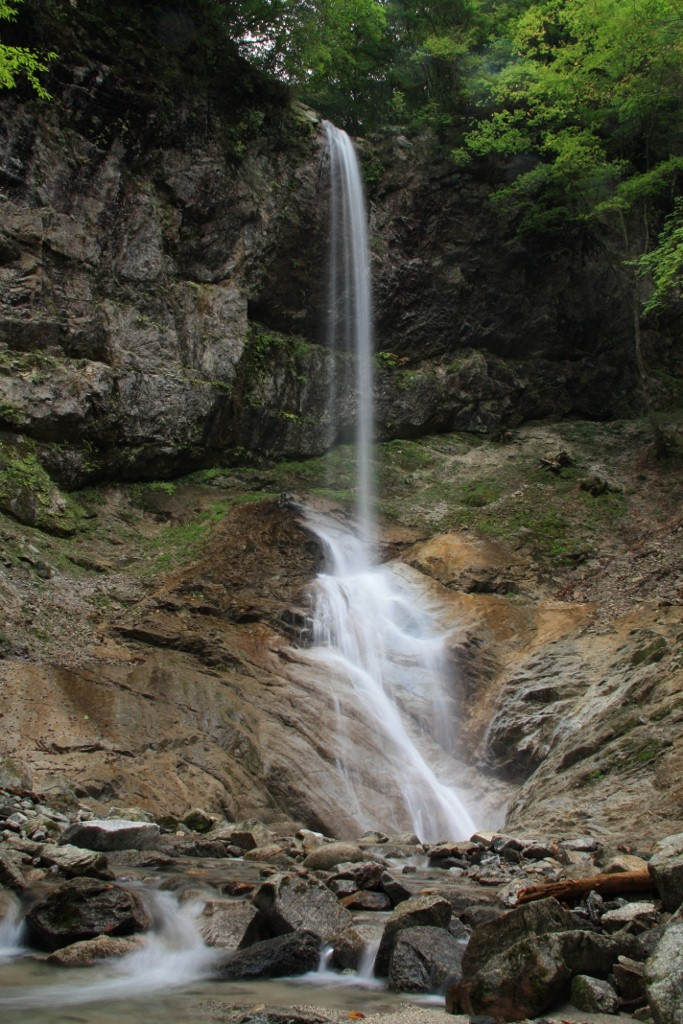
禍誤除けの滝

## 出身有名人

椋鳩十の胸像

児童文学者の椋鳩十は喬木村出身である。椋鳩十の生家跡の墓地には胸像がある。
- 椋鳩十（児童文学者）
- 高登渉（大相撲、戦前期の関脇）
- 下岡晃（アナログフィッシュ）
- 佐々木健太郎（アナログフィッシュ）
- 田中正明（ジャーナリスト、パール判事の日本無罪論著者）
- 吉澤宙彦（俳優）